# 托尔玛琪夫双胞胎姐妹
托尔玛琪夫双胞胎姐妹（俄语：Сёстры Толмачёвы，英语：Tolmachevy Twins，1997年1月14日—）生于俄罗斯库尔斯克，俄罗斯双胞胎童星歌手组合，2006年欧洲儿童歌手大赛优胜者。

## 生平
孖生姐妹分别为阿纳斯塔西娅·安德列耶夫娜·托尔玛琪夫（Анастасия Андреевна Толмачёвы）和玛丽亚·安德列耶夫娜·托尔玛琪夫（Мария Андреевна Толмачёвы），来自库尔斯克。2006年罗马尼亚布加勒斯特举行的第四届欧洲青少年歌唱大赛中，当时年仅9岁的托尔玛琪夫孖生姐妹以《春天爵士》（Vesenniy jazz）一曲胜出，并一炮而红。近年多次参与电视节目、城市活动等。2007年发表了新专辑《一半》（Половинки）。

## 参看资料
1. ↑  ВЦИОМ: Россияне назвали главных героев уходящего 2006 года （页面存档备份，存于）, Санкт-Петербург.ру, 26 декабря 2006